# Ужга (сельское поселение)
Ужга — административно-территориальная единица (административная территория село с подчинённой ему территорией) и муниципальное образование (сельское поселение с полным официальным наименованием муниципальное образование сельского поселения «Ужга») в составе Койгородского муниципального района в Республике Коми Российской Федерации.
Административный центр — село Ужга.

## История
Статус и границы административной территории установлены Законом Республики Коми от 6 марта 2006 года № 13-РЗ «Об административно-территориальном устройстве Республики Коми».
Статус и границы сельского поселения установлены Законом Республики Коми от 5 марта 2005 года № 11-РЗ «О территориальной организации местного самоуправления в Республике Коми».
15 марта 2022 года с административной территорией и сельским поселением были объединены административная территория и сельское поселение Нючпас.

## Население
| 2010 | 2011 | 2012 | 2013 | 2014 | 2015 | 2016 |
| ---- | ---- | ---- | ---- | ---- | ---- | ---- |
| 737  | ↘734 | ↘717 | ↘698 | ↘668 | ↘666 | ↘624 |
| 2017 | 2018 | 2019 | 2020 | 2021 |      |      |
| ↘612 | ↘595 | ↘564 | ↘526 | ↗660 |      |      |

## Состав
Состав административной территории и сельского поселения:
| № | Населённый пункт | Тип населённого пункта       | Население |
| - | ---------------- | ---------------------------- | --------- |
| 1 | Вежъю            | посёлок                      | ↘325      |
| 2 | Мырпонаыб        | деревня                      | 2         |
| 3 | Нючпас           | посёлок                      | ↘121      |
| 4 | Седтыдор         | посёлок                      | 252       |
| 5 | Ужга             | село, административный центр | 158       |